# Eptatretus grouseri
Eptatretus grouseri är en ryggsträngsdjursart som beskrevs av A.J.S. McMillan 1999. Eptatretus grouseri ingår i släktet Eptatretus och familjen pirålar. IUCN kategoriserar arten globalt som livskraftig. Inga underarter finns listade i Catalogue of Life.